# ایبولای وایت
ایبولای وایت (انگلیسی: Ibubeleye Whyte؛ زادهٔ ۹ ژانویهٔ ۱۹۹۲) بازیکن فوتبال اهل نیجریه است.
وی همچنین در تیم ملی فوتبال زنان نیجریه بازی کرده‌است.